# Thomas Fersen
Thomas Fersen (Parigi, 4 gennaio 1963) è un cantautore francese.

## Biografia
Thomas Fersen nasce il 4 gennaio 1963 in una clinica situata nell'XI arrondissement di Parigi, da padre banchiere e madre infermiera.
Cresce nel sobborgo parigino della Valle della Marna, ma è a casa dei suoi nonni, presso Roanne, che Thomas fa le sue prime scoperte: quella della campagna e quella della musica, che suo nonno, banchiere e musicista nel tempo libero, gli fa scoprire. La nonna andava spesso con lui al cimitero di Père-Lachaise.
Nel 1969, la famiglia lascia Sucy-en-Brie e si trasferisce al XX arrondissement. Thomas viene iscritto alla scuola primaria di via Julien-Lacroix.
Thomas era solito fermarsi davanti alle vetrine dei negozi musicali ad ammirare gli strumenti, per questa ragione sua madre decide di regalargli la sua prima chitarra.
A quattordici anni, appassionato dalla musica anglo-sassone, che aveva scoperto dopo diversi viaggi in Inghilterra, Thomas scrive la sua prima canzone.
Nel 1978 la famiglia si trasferisce nell'VIII arrondissement di Parigi e Thomas lascia il liceo Jacques Decour per cominciare a frequentare il liceo Condorcet. Qui fonda un gruppo, gli "UU" (il nome è tratto da una scritta presente sui biglietti della metropolitana). Successivamente Thomas decide di fondare un altro gruppo musicale, Figure of Fun, da un brano dei The Birthday Party, all'epoca il gruppo di Nick Cave, segue inoltre i Rose Bonbon e gli Indochine, fino al 1981.
Dal 1984 al 1985 Thomas svolge il servizio militare. Nell'estate del 1986, grazie ad un amico antropologo, parte per un viaggio in America Centrale e Cuba: viaggio che lo cambierà profondamente. Decide di prendere spunto per il nome dal calciatore scozzese Tom Boyd (che Thomas ricorda dal Mondiale 86). Suo padre invece gli propone di prendere il cognome dal presunto amante di Maria Antonietta: Axel von Fersen.
Nel 1988 esce il suo primo 45 giri, Ton héros Jane, che non ottiene molto successo. Il 1990 segna l'uscita del suo secondo 45 giri, Le peuple de la nuit, e la nascita di sua figlia Juliette. Nel Giugno del 1992 registra il suo primo album: Le bal des oiseaux. L'album esce nel 1993 e ottiene un immediato successo, culminato col disco d'oro. Riesce anche a conquistare il premio victoire de la musique come Rivelazione maschile nel 1994. Thomas è uno dei primi artisti ad aderire all'etichetta Tôt ou tard. La sua carriera continua a crescere. Il suo pezzo Deux pieds, tratto dall'album Pièce montée de grands jours diventa una hit. Nel 2007 pubblica un best con alcuni suoi pezzi arrangiati all'ukulele. Nel 2008 diventa papà di un bambino.
Fersen è un poeta che ama giocare con la lingua, usando parole a doppio senso, rime, simboli e immagini, dal mondo vegetale e animale, per raccontar storie originali, dipingere istanti del quotidiano, impressioni, sentimenti, o anche i sogni, le debolezze e i difetti della gente comune. La sua voce profonda e roca dà un tono particolare alle sue canzoni.

## Discografia
- 1993 - Le Bal des oiseaux
- 1995 - Les Ronds de carotte
- 1997 - Le Jour du poisson
- 1999 - Qu4tre
- 2001 - Triplex
- 2003 - Pièce montée des grands jours
- 2004 - La Cigale des grands jours
- 2005 - Le Pavillon des fous
- 2007 - Gratte-moi la puce - Best of de poche
- 2008 - Trois petits tours
- 2011 - Je suis au paradis